# Сан Буоно
Сан Буо̀но (на италиански: San Buono, на местен диалект Sandë Buonë, Сандъ Буонъ) е село и община в Южна Италия, провинция Киети, регион Абруцо. Разположено е на 470 m надморска височина. Населението на общината е 1042 души (към 2010 г.).